# Accident ferroviaire de Saint-Benoît
Le déraillement de Saint-Benoît est un accident ferroviaire qui s'est produit le 8 février 2014 sur la ligne de Nice à Digne. Un rocher de plus de 30 tonnes s'est détaché d'une paroi rocheuse et a percuté le train circulant en contrebas. Les deux voitures du train ont déraillé. L'accident a tué deux personnes et en a blessé neuf autres.

## L'accident
Le 8 février 2014 à 11 h 7, un autorail circulant sur la ligne de Nice à Digne, au point kilométrique 74,070 sur la commune de Saint-Benoît (Alpes-de-Haute-Provence), est heurté par un rocher qui s'est détaché des pentes surplombant la voie. Ce rocher d'environ 15 mètres cubes percute la première voiture du train qui déraille et se renverse dans la pente en contrebas, au-dessus de la route nationale 202 ; la seconde voiture, bien que déraillée, se maintient sur la plate-forme ferroviaire et retient l'autorail. Le rocher, qui a également emporté plusieurs arbres, s'arrête en bordure de la route nationale 202. Le train qui circulait alors à une vitesse inférieure à 40 kilomètres par heure, transportait 21 voyageurs, un agent d'accompagnement et un conducteur. L'accident provoque la mort de deux voyageurs et fait neuf blessés, dont les deux agents de la compagnie de chemin de fer.

### Le matériel roulant et la ligne
La ligne de Nice à Digne est une ligne à voie unique et écartement métrique. Elle est exploitée depuis le 1er janvier 2014 par la Régie régionale de transport Provence-Alpes-Côte d'Azur à qui la région PACA a confié l'exploitation ; l'exploitation de la ligne était précédemment assurée par la CFTA. Le train accidenté était un autorail de type AMP 800 datant de 2010.

### Les causes
130 mètres au-dessus de la ligne, un rocher de 36 tonnes, d'un volume de 15 mètres cubes s'est détaché des falaises du Clot Jaumal, plateau montagneux dominant la ligne de chemin de fer. Une dizaine de secondes après s'être détaché, le bloc rocheux ayant atteint une vitesse estimée à 70 kilomètres par heure et ayant traversé deux écrans de protection contre les chutes de pierres, entre en collision avec le train circulant à faible vitesse. Les écrans de protection avaient été mis en place en 2007 et étaient alors de la plus haute résistance réalisable.
Le rocher provient « d'un grand panneau ondulé de calcaire, avec des chaos de blocs rocheux non structurés, glissé sur des marnes avec une zone de cisaillement de sa base ayant produit une matrice sablo-limoneuse jaunâtre à petits blocs. […] Le matériau entourant chaque bloc est légèrement cimenté mais reste friable ». L'érosion a progressivement déstabilisé le rocher, sans que cela puisse être constaté par les équipes de surveillance des infrastructures, le rocher se trouvant à plus de 130 mètres au-dessus de la voie ferrée. On peut noter que l'accident est survenu après un début d'année extrêmement pluvieux et un mois de décembre 2013 ayant eu une pluviosité supérieure à la normale ; à ce moment de l'année, les périodes de dégel dans la journée succédaient au gel de la nuit.
Si les chutes de pierre sur la voie étaient connues de l'exploitant (en moyenne une dizaine de chutes recensées chaque année sur la ligne), le risque pris en compte était celui de la collision entre un train et un rocher déjà tombé sur la voie. En effet, un tel événement est bien plus probable que celui d'un bloc arrivant sur la voie au moment du passage d'un train.

## Les enquêtes
Le BEA-TT et l'IRCGN sont chargés des enquêtes avec une reconstitution du lieu en 3D. 
Le BEA-TT a achevé son enquête et publié son rapport en décembre 2015. En conclusion, le BEATT recommande la mise en place d'une surveillance des talus rocheux surplombant les emprises ferroviaires et routières, au-delà des abords immédiats de la plate-forme, mais considère que ce type d'accident ne peut pas être prévenu raisonnablement par des dispositifs de protection ou de détection, le coût de l'investissement apparaissant disproportionné  par rapport au risque.